# Strange Hill High - Scuola da paura
Strange Hill High - Scuola da paura (Strange Hill High) è una serie animata britannica in stile Hypervynorama, ovvero l'uso contemporaneo di pupazzi e tecniche 3D, di origine inglese, di genere comico e fantascientifico, in onda su CBBC nel Regno Unito e su K2 in Italia. I personaggi sono realizzati come marionette mosse da delle asticelle nere le cui espressioni facciali sono animate in 3D.
La serie narra le avventure di tre adolescenti: Mitchell Tanner, Rebecca Butters e Templeton, che ogni giorno vivono strane e surreali avventure nella scuola di Strange Hill.

## Trama
Mitchell Tanner è il nuovo arrivato alla scuola da paura della Strange Hill. Subito fa amicizia con la simpatica Becky, dai capelli rosa, e con il secchione dell'istituto, Templeton; il trio diventa molto affiatato, anche perché finiscono abitualmente per cacciarsi nelle situazioni più magiche e incredibili, tra folli personaggi e creature mostruose che li mettono spesso nei guai. Come se non bastasse, c'è sempre il preside, Mr. Abercrombie, a ficcare il naso.

## Stagioni
In Italia la serie è stata trasmessa sul canale K2 a partire dal 10 novembre 2014 in un'unica stagione di 26 episodi; in Inghilterra e negli Stati Uniti invece è stata divisa in due stagioni da 13 episodi ciascuna.

### Episodi della prima stagione
| n° | Nome Episodio                                   | Nome Originale                             | Prima TV Regno Unito | Prima TV Italia  |
| -- | ----------------------------------------------- | ------------------------------------------ | -------------------- | ---------------- |
| 1  | Re Mitchell                                     | ''King Mitchell''                          | 8 maggio 2013        | 10 novembre 2014 |
| 2  | 99 cose belle da fare con la macchina del tempo | "99 Cool Things to do with a Time Machine" | 15 maggio 2013       | 10 novembre 2014 |
| 3  | Il ragazzo smarrito                             | "The Lost and Found Boy"                   | 22 maggio 2013       |                  |
| 4  | Sonnelino                                       | "Snoozical"                                | 29 maggio 2013       |                  |
| 5  | Bocca Gigante colpisce ancora!                  | "Big Mouth Strikes Again"                  | 5 giugno 2013        |                  |
| 6  | Il libro più noioso del mondo                   | "The Most Boring Book In The World"        | 12 giugno 2013       |                  |
| 7  | L'inchiostro magico                             | "Read All About It"                        | 19 giugno 2013       |                  |
| 8  | Salute e sicurezza                              | "Health & Safety"                          | 26 giugno 2013       |                  |
| 9  | Gli scrittori fantasma di Strange Hill          | "The Ghost Writers of Strange Hill High"   | 3 luglio 2013        |                  |
| 10 | Il cocco del insegnante                         | "Teacher's Pets"                           | 10 luglio 2013       |                  |
| 11 | Becky fortunata                                 | "Lucky Becky"                              | 17 luglio 2013       |                  |
| 12 | Becky contro Bocky                              | "Becky vs Bocky"                           | 24 luglio 2013       |                  |
| 13 | La fine di Terminator                           | "End Of Terminator"                        | 31 luglio 2013       |                  |

### Episodi della seconda stagione
| n° | Nome Episodio                          | Nome Originale                   | Prima TV Regno Unito |
| -- | -------------------------------------- | -------------------------------- | -------------------- |
| 14 | La maledizione dell'insegnante mannaro | "The Curse of the Wereteacher"   | 29 aprile 2014       |
| 15 | L'invasione dei Templeton              | "Invasion of the Templetons"     | 6 maggio 2014        |
| 16 | La soluzione al 101%                   | "The 101% Solution"              | 13 maggio 2014       |
| 17 | La piccola scuola degli orrori         | "Little School of Horrors"       | 20 maggio 2014       |
| 18 | Il grande Templeton ti sta guardando   | "Big Templeton is Watching You!" | 27 maggio 2014       |
| 19 | Imbarazzo schiacciante                 | "Crushing Embarrassment"         | 3 giugno 2014        |
| 20 | Non c'è duo senza trio                 | "Mitchell Who?"                  | 10 giugno 2014       |
| 21 | Cuori infranti                         | "Innercrombie"                   | 17 giugno 2014       |
| 22 | Ken Kong                               | "Ken Kong"                       | 24 giugno 2014       |
| 23 | Mitchell Junior                        | "Mitchell Junior"                | 1 luglio 2014        |
| 24 | Supereroi d'epoca                      | "The MCDXX Men"                  | 8 luglio 2014        |
| 25 | Il pifferaio maligno                   | "The Snide Piper"                | 15 luglio 2014       |
| 26 | Uno strano Natale                      | "A Strange Hill Christmas"       | 13 dicembre 2014     |

## Personaggi
- Mitchell Tanner è il protagonista della serie. È un ragazzo di colore vivace e ribelle che ha sempre la risposta pronta, intollerante alle regole scolastiche e ai professori, e perciò prende sempre brutti voti. Porta una felpa rossa con una grossa zip bianca e ha i capelli neri. È il migliore amico di Becky e Templeton e con loro sconfigge i bizzarri mostri della Strange Hill. È doppiato in italiano da Alessio Puccio.
- Rebecca "Becky" Butters è una ragazza studiosa dai capelli rosa, con un berretto e gli occhiali verdi. Grande amica di Mitchell e Templeton, scopre con loro i vari mostri che si nascondono negli antri più misteriosi della sua scuola. Becky tende a comportarsi come la coscienza del gruppo, spesso cercando di far ragionare Mitchell quando egli formula un piano per evitare le responsabilità scolastiche, ma cede alla pressione e aiuta i suoi amici quando finiscono nei guai. È doppiata in italiano da Simona Chirizzi.
- Templeton è un nerd, grande amico di Mitchell e Becky, con cui risolve i misteri della Strange. Ha una capigliatura piuttosto imponente, due grossi occhiali circolari, indossa un maglione verde che gli copre sempre la bocca e porta le infradito con dei calzini di colori diversi per piede. Anche se sta dalla parte di Becky e Mitchell partecipando ai suoi piani, Templeton ha un carattere bizzarro e distaccato in quanto non prende quasi mai niente seriamente e spesso spara delle risposte insensate. A fine serie sconfiggerà il Templeton alieno. È doppiato in italiano da Daniele Giuliani.
- Miss Grackle è l'insegnante di musica della Strange Hill, considerata brutta da quasi tutti. Ha un atteggiamento distaccato con gli studenti. A fine serie la considerano molto bella.
- Il Grackle è un mostro con bacchette da direttore come artigli e tasti di xilofono come denti, con le sembianze della signora Grackle. Appare all'inizio come rappresentazione della paura di Becky di non essere capace di avere un ruolo principale in un musical della scuola, ma si manifesta anche nella realtà. Alla fine della serie ritorna umano.
- Mr. Abercrombie è il preside della Strange Hill. È spesso nervoso e scontroso, e sembra non gli importi molto della scuola e degli studenti. Agli studenti piace metterlo in ridicolo, ma odia in modo speciale Mitchell a causa del suo atteggiamento ribelle e farebbe di tutto per metterlo nella punizione molto cattiva il più possibile. Alla fine della serie, viene licenziato in tronco dagli studenti che lo sgridavano in maniera molto violenta. È doppiato in italiano da Massimo Lopez.[2]
- Tyson è il bullo cattivo più grasso del trio composto da lui, Bishop e Lucas. È un prepotente che prende sempre di mira i più indifesi, specialmente Templeton che infila sempre a testa in giù in un bidone dell'immondizia. Indossa una maglietta con un teschio e una faccia semi nascosta da una bandana nera come un pirata. Viene picchiato insieme a Bishop e Lucas in modo molto violento dagli studenti che lo umiliavano a fine serie.
- Mr. Balding è l'insegnante di storia della Strange Hill. È grasso e molto vecchio, e parla lentamente, rendendolo una noia in classe. Soffre di vari acciacchi, reumatismi ed attacchi di sonno data la sua età. È possibile che sia immortale, conoscendo molte cose del passato della scuola. A fine serie, perde peso, si ringiovanisce e parla in modo molto calmo.
- Samia è una ragazza quasi completamente paralizzata che sta sulla sedia a rotelle e parla tramite un computer, che non solo funge da suo unico mezzo di comunicazione ma contiene anche tutti i dati riguardanti la Strange Hill. Non mostra tanta emozione ed è sempre calma.
- Gary è un robot alieno che compare in "L'invasione dei Templeton". Servitore del capo di una banda aliena di Templeton, ma obbedisce anche al Templeton umano in quanto il creatore dell'universo. A fine serie abbandona l'alleanza con il Templeton alieno.
- Templeton l'alieno è il re degli alieni che vuole mangiare il Templeton umano. Compare solo in "L'invasione dei Templeton" ed è malefico. A fine serie, viene sconfitto dal Templeton umano e Gary.
- Pepe Roni è uno studente di scambio dalla Francia che sostituisce Templeton nell'episodio "Il pifferaio magico". È la copia sputata di Templeton, a parte l'accento e l'abbigliamento francese. È il prescelto della signora Joy per il suo scopo malvagio nello stesso episodio. A fine serie, viene espulso da scuola dopo la sconfitta mortale del Templeton alieno.
- Ken Kong è un ragazzo asiatico studente della Strange Hill, diventato gigante a causa della frutta gigante che ha mangiato mentre era naufragato in un'isola raggiungibile dalla piscina della scuola.
- Le gemelle sono due strane gemelle che parlano insieme e fanno le stesse identiche cose. Non sono mai stati detti i loro nomi. Si vestono allo stesso modo, portano gli stessi capelli blu e hanno un occhio sporgente sui capelli.
- Mr. Artimage è l'insegnante di arte di origine russa. Ha una faccia bizzarra. A fine serie la sua faccia è cambiata.
- Miss Grimshow è la vicepreside della scuola. È una donna brutta con gli occhiali, è la direttrice che sgrida, strillando all'altoparlante gli alunni quando non rispettano le regole. A fine serie, viene licenziata dagli alunni che la sgridano contro di lei per farla diventare bella.
- Mr. Tanner è la maledizione che Mitchell assume quando viene morso dal vicepreside che gestiva la Strange Hill prima di Abercrombie. A fine serie, Mitchell e Sir Boldiwir lo uccideranno per vendetta.
- Sir Boldiwir è un eroe dell'antica Camelot; è nato nel gabinetto e crede suo re Mitchell quando esso lo riporta in vita da una statua. Lo aiuta a sconfiggere il Kraken del gabinetto otturato facendogli trovare l'unica arma per poterlo uccidere, cioè un detersivo magico per lavare i bagni che diventa una spada onnipotente.

## Trasmissione
| Regno Unito          | CBBC      |
| Australia            | ABC3      |
| Polonia              | Disney XD |
| Grecia               | Disney XD |
| Turchia              | Disney XD |
| Serbia               | Disney XD |
| Montenegro           | Disney XD |
| Croazia              | Disney XD |
| Bosnia ed Erzegovina | Disney XD |
| Slovenia             | Disney XD |
| Macedonia del Nord   | Disney XD |
| Kosovo               | Disney XD |
| Albania              | Disney XD |
| Medio Oriente        | Disney XD |
| Africa               | Disney XD |
| Francia              | France 4  |
| Italia               | K2        |
| Ungheria             | Megamax   |
| Romania              | Megamax   |
| Rep. Ceca            | Megamax   |
| Slovacchia           | Megamax   |